# Peter Hambleton
Peter Hambleton es un actor neozelandés de teatro, cine y televisión, así como director teatral. Bien conocido en la escena teatral de Wellington, ha representado al ornitólogo Walter Buller en la obra de 2006 Dr. Buller's Birds y a Charles Darwin en la de 2009 Collapsing Creation. Ha sido seleccionado por el equipo de Peter Jackson para interpretar al enano Glóin en su trilogía basada en El hobbit.

## Filmografía

### Cine
| Año  | Película                                     | Papel | Notas |
| ---- | -------------------------------------------- | ----- | ----- |
| 2012 | El hobbit: un viaje inesperado               | Glóin |       |
| 2013 | El hobbit: la desolación de Smaug            | Glóin |       |
| 2014 | El hobbit: la batalla de los Cinco Ejércitos | Glóin |       |